# Xã Liberty, Quận White, Indiana
Xã Liberty (tiếng Anh: Liberty Township) là một xã thuộc quận White, tiểu bang Indiana, Hoa Kỳ. Năm 2010, dân số của xã này là 2.223 người.